# Jessie MacGregor

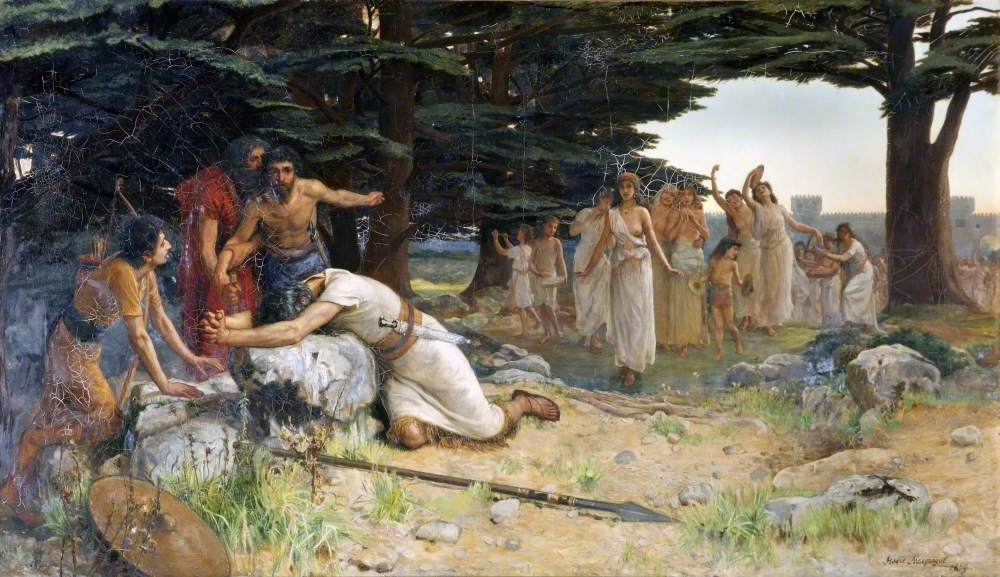
Jessie MacGregor: Jiftách, 1889

Jessie MacGregor (1847–1919) byla britská malířka.

## Životopis
Studovala malbu nejprve na akademii v Liverpoolu, kterou vedl její dědeček Andrew Hunt. Po přestěhování rodiny do Londýna pokračovala ve studiu na Royal Academy, kde jejími učiteli byli Frederic Leighton, Philip Hermogenes Calderon a John Pettie.
V roce 1871 získala na Royal Academy zlatou medaili za své obrazy s historickými tématy. Po Louise Starrové, která toto ocenění získala v roce 1867 byla teprve druhou ženou, kterou královská akademie takto vyznamenala a poslední žena, která tuto cenu získala až do roku 1909. Porazila tak malířky Julii Cecilii Smith a Julii Bracewell Folkard. Úspěchy těchto třech žen ukázaly diskriminující pravidla, která neumožňovala ženám stát se řádnými členy Royal Academy.
Jessie MacGregor vystavovala své obrazy v paláci výtvarných umění Palace of Fine Arts na výstavě World's Columbian Exposition, světové výstavě konané v roce 1893 v Chicagu v Illinois při příležitosti oslav čtyřstého výročí příjezdu Kryštofa Kolumba do Ameriky.
Její malba In the Reign of Terror (Za vlády teroru) byla zařazena do knihy Women Painters of the World (Ženy malířky světa) sestavené a editované Walterem Shawem Sparrowem. Kniha uvádí přehled prominentních malířek od roku 1413 do roku 1905, roku vydání.

## Galerie

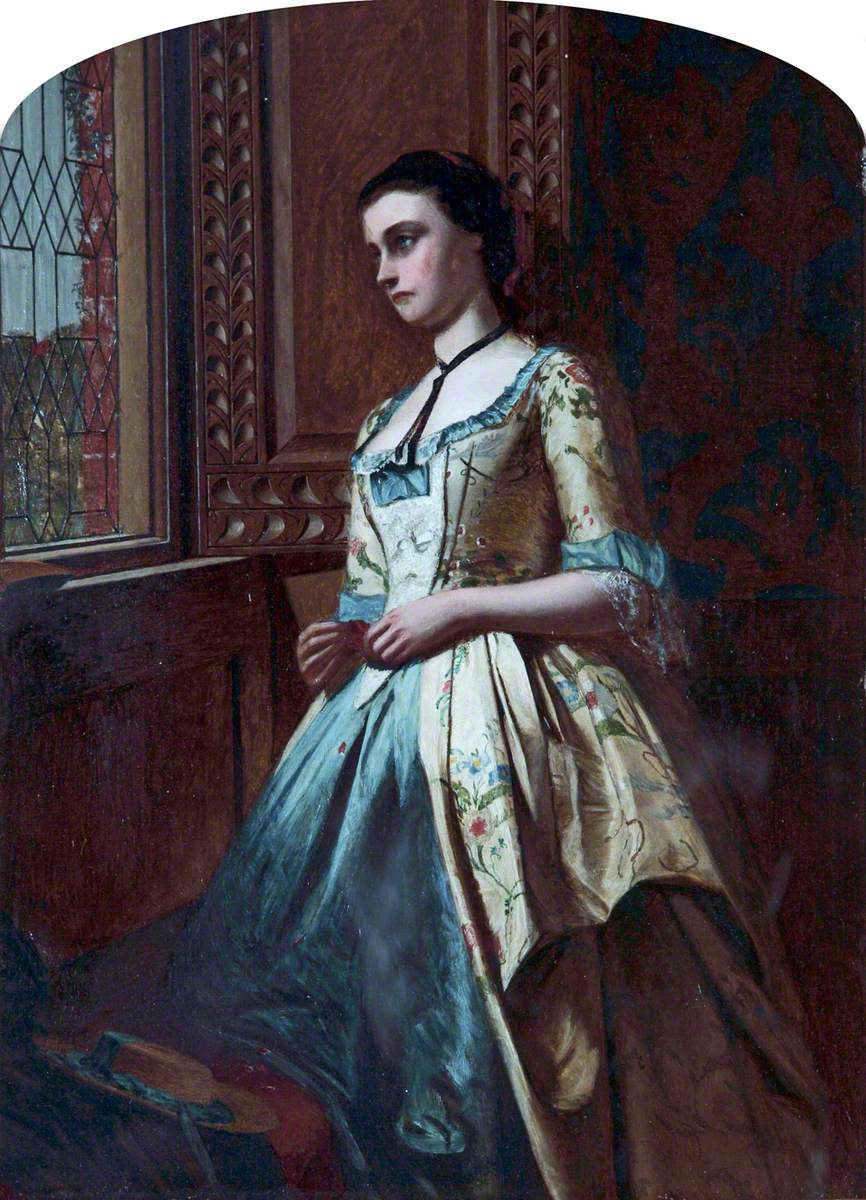
Čekání
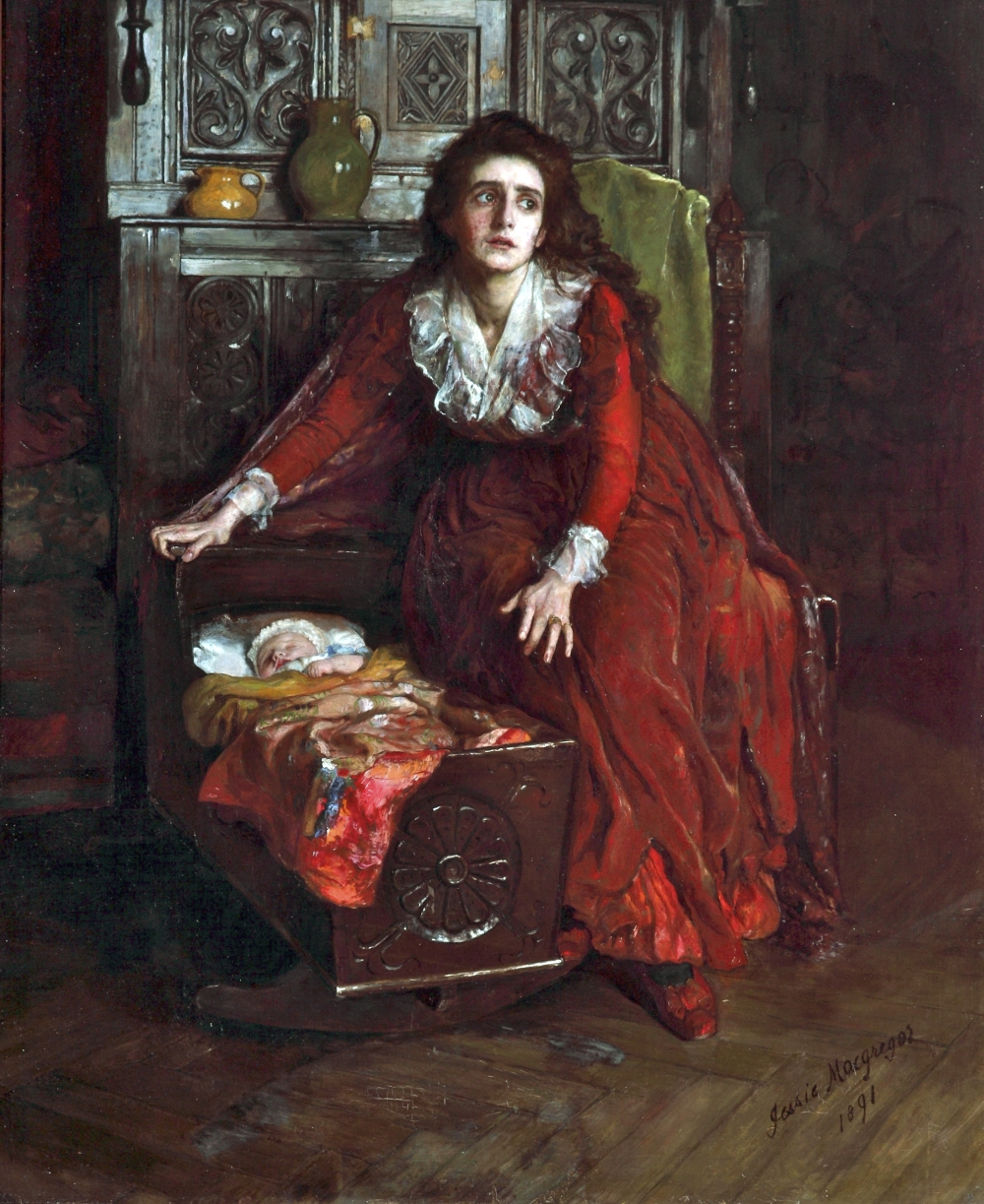
In the Reign of Terror, 1891